# Liri Gega
Liri Gega, född 1917, död 1956, var en albansk politiker (kommunist). Hon blev vid sidan av Naxhije Dume och Ollga Plumbi år 1945 en av de första tre kvinnor som valdes in i Albaniens parlament.

## Biografi
Liri Gega var en av det albanska kommunistpartiets grundare 1941 och var den enda kvinnan bland dessa. Hon blev 1943 medlem av partiets politbyrå. 1944–1946 var hon ledare av partiets kvinnogrupp.
Vid det kommunistiska maktövertagandet efter andra världskrigets slut 1945 valdes hon in i parlamentet. Hon blev vid sidan av Naxhije Dume och Ollga Plumbi en av de första tre kvinnor som valdes in i Albaniens parlament. Hon utrensades ur partiet år 1948, då hon anklagades för separatism sedan hon motsatt sig upplösningen av de kvarvarande kommunistgerillagrupperna från krigets tid.
År 1956 greps hon då hon försökte lämna landet och blev då skjuten anklagad för att vara jugoslavisk agent. 